# Tristan Tzara
Tristan Tzara (tiếng Pháp: [tʁistɑ̃ dzaʁa]; tiếng Romania: [trisˈtan ˈt͡sara]; tên khai sinh: Samuel hoặc Samy Rosenstock, còn được biết tới với tên S. Samyro; April 16 [lịch cũ April 4] năm 1896 – 25 tháng 12 năm 1963) là một nhà thơ, nhà luận văn và nghệ sĩ trình diễn tiên phong người Rumani và Pháp. Ông cũng hoạt động như một nhà báo, nhà viết kịch, nhà phê bình văn học và nghệ thuật, nhà soạn nhạc kiêm đạo diễn phim, và được biết đến là một trong những người sáng lập và là nhân vật trung tâm của phong trào Dada. Dưới ảnh hưởng của Adrian Maniu, Tzara khi còn ở tuổi vị thành niên đã quan tâm đến Thơ tượng trưng và đồng sáng lập tạp chí Simbolul với Ion Vinea (người mà ông cùng viết thơ thử nghiệm) và họa sĩ Marcel Janco. Trong Thế chiến thứ nhất, sau một thời gian ngắn hợp tác với Vinea cùng viết Chemarea, ông gia nhập nhóm Janco ở Thụy Sĩ. Ở đó, các buổi biểu diễn của Tzara tại Cabaret Voltaire và Zunfthaus zur Waag, cũng như thơ ca và nghệ thuật của ông, đã trở thành một đặc điểm chính của phong trào Dada thời kỳ đầu. Tác phẩm của ông đại diện cho chủ nghĩa hư vô của Dada, trái ngược với cách tiếp cận vừa phải được Hugo Ball ủng hộ.
Sau khi chuyển đến Paris năm 1919, Tzara, lúc đó là một trong những "chủ tịch của Dada", trở thành nhân viên của tạp chí Littérature, đánh dấu bước đầu tiên trong sự tiến hóa của phong trào đối với chủ nghĩa siêu thực. Ông đã tham gia vào các cuộc bút chiến lớn dẫn đến sự chia rẽ của Dada, bảo vệ các nguyên tắc của mình chống lại André Breton và Francis Picabia, và ở Romania, ông chống lại chủ nghĩa hiện đại chiết trung của Vinea và Janco. Tầm nhìn cá nhân về nghệ thuật này của ông đã được khẳng định trong vở diễn The Gas Heart (1921) và Handkerchief of Clouds (1924). Một người đi trước của các kỹ thuật tự động hóa, Tzara cuối cùng liên kết bản thân với chủ nghĩa siêu thực của Breton, và dưới ảnh hưởng của nó đã viết bài thơ không tưởng nổi tiếng của mình The Approximate Man.
Cuối sự nghiệp của mình, Tzara đã kết nối tính nhân văn và tầm nhìn chống phát xít của mình với tầm nhìn cộng sản, bằng cách tham gia phe Cộng hòa trong Nội chiến Tây Ban Nha và phe kháng chiến Pháp trong Thế chiến II, và phục vụ trong Hạ viện Pháp. Phát biểu công khai ủng hộ tự do hóa tại Cộng hòa Nhân dân Hungary ngay trước khi Cách mạng 1956 xảy ra, ông sau đó tự xa lánh Đảng Cộng sản Pháp, mặc dù lúc đó ông đang là thành viên của Đảng này. Năm 1960, ông là một trong những trí thức phản đối các hành động của Pháp trong Chiến tranh Algérie.
Tristan Tzara là một tác giả và người biểu diễn có ảnh hưởng, có đóng góp được cho là đã tạo ra một kết nối từ chủ nghĩa lập thể và chủ nghĩa tương lai đến Thế hệ Beat, Situationism và nhiều dòng nhạc khác nhau trong nhạc rock. Là người bạn và cộng tác viên của nhiều nhân vật hiện đại, ông là người yêu của vũ công Maja Kruscek từ khi còn trẻ và sau đó đã kết hôn với nghệ sĩ Thụy Điển và nhà thơ Greta Knutson.

## Tiểu sử

### Thời thơ ấu và những năm vớiSimbolul
Tzara sinh ra tại Moinești, hạt Bacău, trong vùng đất lịch sử Tây Moldavia. Cha mẹ ông là người Do Thái Romania, người đã nói tiếng Yiddish như tiếng mẹ đẻ; cha Filip và ông nội Ilie của ông là doanh nhân trong ngành lâm nghiệp. Mẹ của Tzara là Emilia Rosenstock, nhũ danh Zibalis. Do luật phân biệt đối xử của Vương quốc Rumani, nhà Rosenstocks không được giải phóng, và do đó Tzara không phải là công dân đầy đủ của nước này cho đến sau năm 1918.
Ông chuyển tới Bucharest khi 11 tuổi, và nhập học tại trường nội trú Schemitz-Tierin. Các nhà sử học tin rằng Tzara đã hoàn thành giáo dục trung học tại một trường trung học quốc gia, được xác định là trường Cao đẳng Quốc gia Saint Sava hoặc là trường trung học Sfântul Gheorghe. Vào tháng 10 năm 1912, khi Tzara mười sáu tuổi, ông cùng bạn bè Vinea và Marcel Janco biên tập tờ tạp chí Simbolul. Janco và Vinea đã cung cấp tiền cho tạp chí này. Giống như Vinea, Tzara cũng gần gũi với đồng nghiệp trẻ Jacques G. Costin, người sau này là người quảng bá và ngưỡng mộ ông.
Mặc dù tuổi còn trẻ, ba biên tập viên đã có thể thu hút sự hợp tác từ các tác giả Thơ tượng trưng được thành lập, hoạt động trong phong trào Biểu tượng riêng của Romania. Cùng với người bạn thân và cố vấn của họ, Adrian Maniu (một người theo chủ nghĩa hình tượng đã từng là gia sư của Vinea), ngoài ra còn có N. Davidescu, Alfred Hefter-Hidalgo, Emil Isac, Claudia Millian, Ion Minulescu, I. M. Rașcu, Eugeniu Sperantia, Al. T. Stamatiad, Eugeniu Ștefănescu-Est, Constantin T. Stoika, và nhà báo kiêm luật sư Poldi Chapier. Trong ấn bản ra mắt, tạp chí thậm chí còn in một bài thơ của một trong những nhân vật hàng đầu trong lĩnh vực Thơ tượng trưng của Rumani, Alexandru Macedonski. Simbolul cũng được minh họa bằng tranh của Maniu, Millian và Iosif Iser.

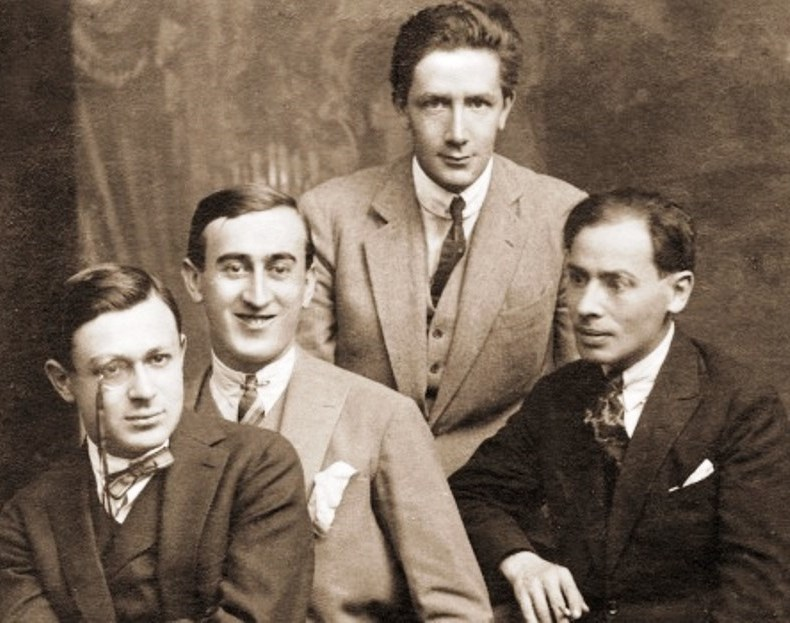
Nhóm Chemarea năm 1915. Trái qua phải: Tzara, M. H. Maxy, Ion Vinea, và Jacques G. Costin

Mặc dù tạp chí này đã ngừng xuất bản vào tháng 12 năm 1912, nó đóng một vai trò quan trọng trong việc định hình văn học Rumani trong thời kỳ này. Nhà sử học văn học Paul Cernat coi Simbolul là một giai đoạn chính trong chủ nghĩa hiện đại của Romania, và ghi nhận nó đã mang lại những thay đổi đầu tiên từ chủ nghĩa biểu tượng sang avant-garde. Cũng theo Cernat, sự hợp tác giữa Samyro, Vinea và Janco là một bước đầu tiên đưa văn học trở thành "một giao diện giữa các ngành nghệ thuật", tương đương với sự hợp tác giữa Iser và các nhà văn như Ion Minulescu và Tudor Arghezi. Mặc dù Maniu chia tay với nhóm và tìm kiếm một sự thay đổi trong phong cách mà đưa ông đến gần với nguyên lý truyền thống, Tzara, Janco và Vinea tiếp tục hợp tác với nhau. Giữa năm 1913 và 1915, họ thường xuyên đi nghỉ mát cùng nhau, hoặc trên bờ Biển Đen hoặc tại gia đình Rosenstock ở Gârceni; trong thời gian này, Vinea và Samyro đã viết những bài thơ với các chủ đề tương tự và ám chỉ đến nhau.